# Josephine Clofullia
Josephine Clofullia, de nacimiento Josephine Boisdechêne (Suiza, 1827–1875) fue una mujer barbuda suiza, que se exhibió en el American Museum de P. T. Barnum.

## Trayectoria
Hija de una familia acomodada, nació velluda y se afirmaba que a la edad de ocho años tenía una barba de dos pulgadas. Después de asistir a un colegio de señoritas, a los catorce años empezó a exhibirse por Suiza y Francia, primero acompañada por su padre y un promotor y después solo con su padre. En París conoció al pintor Fortune Clofullia y contrajeron matrimonio.
Su condición femenina se vio confirmada cuando Clofullia dio a luz dos hijos; el primero, una niña de aspecto normal que nació en 1851, un año después de la boda, pero que enfermó y murió con once meses. Su hijo Albert, quién nació a los pocos meses del fallecimiento de su hermana, fue al nacer tan hirsuto como su madre.

## En el espectáculo de rarezas
La familia al completo —Clofullia, su padre, su marido y su hijo— se trasladaron a los Estados Unidos donde conocieron a P. T. Barnum, quien la contrató y exhibió desde 1853 como "La Dama barbuda de Ginebra" y aseguró tener su barba oficialmente medida en 6 pulgadas (15,24 cm), también dio a Albert un apodo de resonancias bíblicas, "El Niño Esaú", afirmando que era completamente velludo aunque siempre se le mostró totalmente vestido, como un colegial victoriano. Clofullia, como toda mujer barbuda de la época, para resaltar su feminidad, se presentaba vestida a la moda, como una dama encorsetada y Barnum le compró los mejores vestidos y joyas; obtuvo aún más fama cuando se recortó la barba imitando la de Napoleón III, de quién recibió como regalo, un diamante.

## Demanda o truco de Barnum
En julio de 1853, William Charr supuestamente demandó a Clofullia reclamando que de hecho era un hombre y un impostor. Varios doctores la examinaron y verificaron su condición femenina por lo que el caso finalmente fue rechazado por el tribunal. Pero hay fuertes sospechas de que Barnum creó todo el asunto como truco publicitario para aumentar el interés.